# Helicieae
Helicieae es una tribu de plantas de la familia Proteaceae que tiene los siguientes géneros.
Tres géneros son endémicos de Australia, el cuarto se extiende de Australia a través de Malasia al sur de la India, Sri Lanka, el sudeste asiático y el sur de Japón. 

## Géneros
- Helicia -
- Hollandaea -
- Triunia -
- Xylomelum